# Уиттингтон, Бадди
Бадди Уиттингтон (Buddy Whittington, родился 28 декабря 1956, Форт-Уэрт, Texas) — американский гитарист, получивший известность, как участник групп The Sidemen, John Mayall’s Bluesbreakers и сольный музыкант.
Наибольшую известность получил после 1993 года, с переходом в группу Джона Мэйолла, где был не только лидирующим гитаристом, но также автором многих песен. После 15 лет сотрудничества с Мэйоллом, Уиттингтон продолжил с успехом выступать в родном Техасе, по всем США и в Европе, выпустив свой первый сольный альбом в 2008 году. Несмотря на то, что он покинул Bluesbreakers, Бадди продолжил сотрудничество и совместные выступления с Джонном Мэйоллом и другими музыкантами коллектива, в частности с Роджером Коттоном и Питом Страудом — вместе они влились на несколько лет в состав Peter Green’s band.
Уиттингтон обычно играет на Stratocaster 1963 года, подключенном к усилителю Dr. Z. Он также играет на гитаре Lentz, частично созданной по образцу Fender Telecaster.

## Дискография
- 1980 – Texas Boogie Blues (Ray Sharpe)
- 1995 – Spinning Coin (John Mayall & the Bluesbreakers)
- 1997 – Blues for the Lost Days (John Mayall & the Bluesbreakers)
- 1999 – Padlock on the Blues (John Mayall & the Bluesbreakers)
- 2001 – Along for The Ride (John Mayall & the Bluesbreakers)
- 2002 – Stories (John Mayall & the Bluesbreakers)
- 2003 – 70th Birthday Concert (John Mayall & the Bluesbreakers)
- 2005 – Road Dogs (John Mayall & the Bluesbreakers)
- 2007 – In the Palace of the King (John Mayall & the Bluesbreakers)
- 2007 – Buddy Whittington (Buddy Whittington Band)
- 2007 – Texas Blues Project, Vol. 1 (Dr. Wu and Friends)
- 2010 – Bag Full of Blues (Buddy Whittington Band)
- 2010 – Texas Blues Project, Vol. 2 (Dr. Wu and Friends)
- 2011 – Six String Svengali (Buddy Whittington Band)